# Assassinats de Malexander

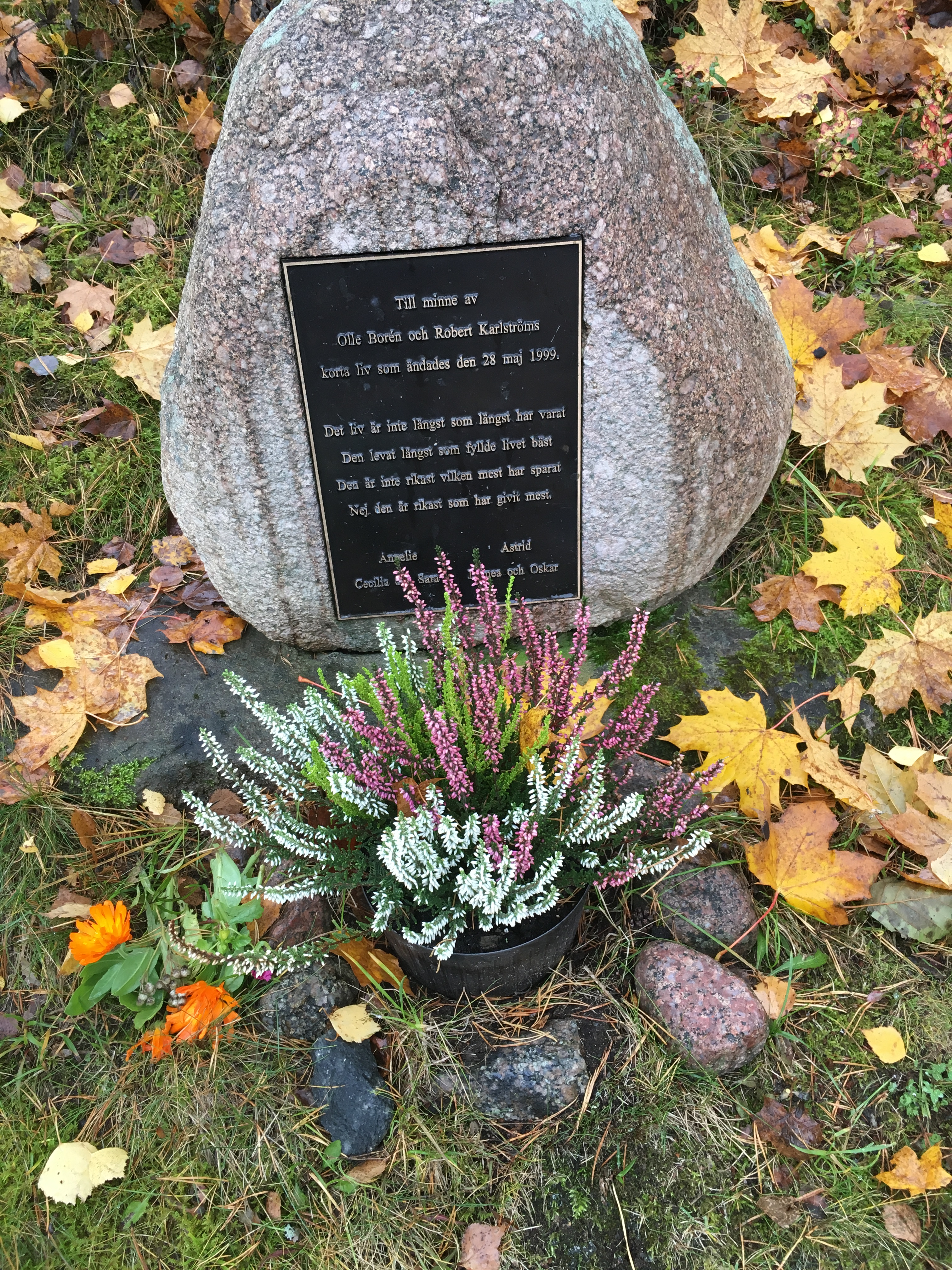
Pedra commemorativa dels assassinats a Malexander.

Els assassinats de Malexander (coneguts en suec com a Malexandermorden) és el nom amb que es coneixen els assassinats dels dos oficials de policia, Robert Karlström de 30 anys i Olle Borén de 42 anys, a la localitat de Malexander, Suècia el 28 de maig de 1999.
Els assassinats foren comesos després de l'atracament a l'Östgöta Enskilda Bank de Kisa. Tres homes van ser declarats culpables dels crims, Tony Olsson, Andreas Axelsson i Jackie Arklöv, els quals dispararen als policies quan aquests tractaven d'atrapar-los. El cas tingué força repercussió a la premsa

## Els fets
A les 14.50 hores Andreas Axelsson i Jackie Arklöv van entrar a l'Östgöta Enskilda Bank de Kisa amb la cara tapada i portant pistoles i granades. Van manipular totes les càmeres per no ser gravats, excepte una en blanc i negre. A l'exterior els esperava en Tony Olsson també amb la cara tapada i portant una Uzi. El botí va ser d'aproximadament 2,6 milions de corones sueques
Kennet Eklund, l'únic oficial de policia de guàrdia a la comissaria de policia local a Kisa, va ser enviat a l'escenari després que es posés en marxa l'alarma. A les 15.10 hores els atracador fugen amb un Saab 9000 robat direcció cap a Österbymo. Eklund els va seguir fins que els va aturar i els tres sospitosos van sortir del cotxe i començaren a disparar contra ell.
A les 15.18 hores Olsson, Axelsson i Arklöv abandonen el Saab i agafen un Toyota. En l'intent de detenir els lladres, els agents Robert Karlström (30 anys) i Olov Borén (42 anys) van ser executats en un camí rural, amb les seves pròpies pistoles per trets al cap. Segons el Laboratori Nacional Suec de Ciències Forenses (Nationellt forensiskt centrum, abreviat NFC), a Borén li van disparar cinc vegades, incloent un tret al coll, i a Karlström li van disparar tres vegades, incloent-n'hi un al front. Tots dos treballaven a Mjölby

## Procés legal
Axelsson, que va resultar ferit en el tiroteig, va ser capturat en un hospital a Boxholm poc després dels assassinats. Arklöv va ser arrestat a Tyresö tres dies després del robatori.
En un intent d'escapar de la detenció, Arklöv va rebre un tret al pulmó. No obstant això, les lesions no eren potencialment mortal. Olsson van aconseguir escapar del país (probablement amb l'ajuda de la seva companya). Va ser detingut a Costa Rica al voltant d'una setmana més tard, el 6 de juny, i juntament amb ell es va trobar prop d'un milió de corones sueques del botí. Va ser enviat a Suècia un parell de setmanes després de la seva detenció.
Tots tres van ser condemnats a presó perpètua, Axelsson i Olsson, el 18 de gener i Arklöv el 2 de febrer de 2000.
Olsson i Axelsson van confessar el robatori del banc, i van admetre que estaven presents a Malexander, però varen negar els assassinats. Olsson va afirmar que Arklöv havia matat els dos policies, cosa que Arklöv va confessar el juny de 2001. D'acord amb Arklöv, va prendre les armes dels policies i els va disparar.
Olsson fou confinat a la presó de Hall, a 5 quilòmetres al sud-est de Södertälje. Durant la nit del 27 i 28 de juliol de 2004, es va escapar de la presó amb tres interns més, però va ser capturat dos dies després.